# Дверь в темноту
Дверь во тьму (итал. La porta sul buio) — итальянский телесериал, состоящий из четырёх эпизодов. Оригинальный показ всех серий телесериала был осуществлён в сентябре 1973 года в Италии на телеканале RAI. Продюсированием сериала занимался Дарио Ардженто.

## Список эпизодов
| Номера эпизода | Русское наименование | Оригинальное наименование | Режиссёр         | Краткое содержание |
| -------------- | -------------------- | ------------------------- | ---------------- | --- |
| 1              | Сосед                | Il vicino di casa         | Луиджи Коцци     | Молодая пара снимает на некоторое время комнату в загородном доме, находящемся на побережье. Вскоре выясняется, что сосед сверху является убийцей. |
| 2              | Трамвай              | Il Tram                   | Дарио Ардженто   | В трамвае убита девушка. Преступление совершено на глазах у пассажиров, но никто ничего не видел. |
| 3              | Кукла                | La bambola                | Марио Фольетти   | Из психиатрической лечебницы сбегает пациент. В поисках беглеца принимают участие, кроме полиции, также и сотрудники клиники. Только каковы их мотивы? |
| 4              | Свидетельница        | Testimone oculare         | Роберто Парианте | Молодая женщина возвращается домой в загородный дом, и по дороге на её машину буквально налетает девушка. Выйдя из машины женщина обнаружила, что девушка, вероятно, уже была до того мертва. А в кустах прячется подозрительная личность. Но после того, как она возвращается с полицией, около машины уже никого нет: ни тела, ни убийцы. А может, трупа и не было? |

## Издания
В 2004 году немецкий лейбл Dragon Entertainment издал сериал на DVD лимитированным тиражом в 3 тысячи экземпляров. Издание содержало в себе все четыре серии на оригинальном итальянском языке с английскими субитрами. В качестве бонусов издание содержало вступительные слова режиссёра Луиджи Коцци и 16-страничный буклет с информацией о сериале на немецком языке.